# Freihafen (Jugendmagazin)
Der Freihafen (Eigenschreibweise: FREIHAFEN) ist ein kostenloses Jugendmagazin aus Hamburg und wird ehrenamtlich von Jugendlichen für Jugendliche erstellt. Auslagestellen sind alle weiterführenden Schulen Hamburgs über die Schulbehörde, alle Hamburger Bücherhallen, alle Hamburger Universitäten und Hochschulen in Hamburg, Universitäten in Kiel, Lüneburg und Umgebung und Cafés und Bars in ganz Hamburg, besonders in Uni-nahen Gegenden. Das Blatt wird von der Jungen Presse Hamburg herausgegeben und finanziert sich ausschließlich durch Anzeigen und Kooperationen mit Stiftungen u. a. Der FREIHAFEN erscheint bis zu siebenmal im Jahr mit einer Auflage von 20.000 Exemplaren. In den Jahren 2009 und 2010 erschien außerdem jeweils eine Sonderausgabe zu den Hamburger Jugendmedientagen, auf denen der FREIHAFEN auch regelmäßig vertreten ist.

## Idee
Das Jugendmagazin FREIHAFEN bietet als Printmedium den Jugendlichen in Hamburg ein Forum zum inhaltlichen Austausch, zur Diskussion, Meinungsbildung und Bildung. Es ist ein Projekt der gemeinnützigen Jungen Presse Hamburg e. V., erscheint ehrenamtlich und versteht sich als Medium für Jugendliche im Alter von 15 bis 27 Jahren mit gesellschaftlichen und politischen Schwerpunkten. Das Motto des FREIHAFENs lautet „Wir. Hier. Jetzt.“, was die Nähe des Blattes zur Hamburger Jugend und damit zu aktuellen Themen der jungen Generation verdeutlicht.

## Geschichte
Gegründet wurde der FREIHAFEN im Herbst 2004, die Erstausgabe erschien im Januar 2005. Vorbilder des Projekts waren bestehende Jugendmagazine in anderen Städten wie die yaez aus Stuttgart oder der Spiesser aus Dresden. Die Erstausgabe hatte 28 Seiten. Zur Gründungsredaktion gehörten Christoph Hanssen und Anne Kühnel, jeweils als Chefredakteure, sowie Oliver Krumm, Jonathan Stöterau, Wolfgang Denzler, Lina Brion, Jana Kischkat, Sebastian Olényi, Malte Riken, Anne Spies und Oskar Piegsa. Im ersten Jahr erschien der FREIHAFEN noch zehnmal im Jahr, bis auf die Schulferien monatlich.

## Besonderheiten
Der FREIHAFEN bezeichnet sich selbst als gemeinnützig und demokratisch organisiert. Es arbeitet unter anderem mit der Arbeitsgemeinschaft freier Jugendverbände (AGfJ), der SchülerInnenkammer Hamburg (skh), dem AStA der Universität Hamburg und der Behörde für Soziales, Familie, Gesundheit und Verbraucherschutz zusammen.
Außerdem pflegt der FREIHAFEN eine Partnerschaft mit dem Jugendmagazin „L'oeil des jeunes“ aus Burkina Faso.